# مرقس الرابع (بابا الإسكندرية)
مرقس الرابع، بابا الإسكندرية وبطريرك الكرازة المرقسية للأقباط الأرثوذكس رقم 83، أصله من قليوب. وأقام بطريركاً 14 سنة و4 أشهر و26 يوماً، في الفترة من 5 سبتمبر 1348 م حتى 31 يناير 1363 م، وتوفي. وخلا الكرسي بعده 11 شهراً واحداً و26 يوماً.